# Universidad de las Artes de Berlín
La Universität der Künste Berlin, UdK (Universidad de las Artes de Berlín), situada en Berlín, Alemania, es la academia de arte más grande de Europa. La Universidad de las Artes es estatal y se caracteriza por ser una de las más grandes, diversificadas y antiguas academias de arte de todo el mundo. Teniendo el derecho de conceder doctorados y grados postdoctorales, la UdK es también una de las pocas academias de arte en Alemania con un perfil universitario completo.
La universidad está compuesta por cuatro facultades de especialización en Artes Visuales, Arquitectura, Mass media y Diseño, Música y Artes escénicas con alrededor de 3600 estudiantes. Destacados profesores y estudiantes en sus facultades, y el constante desarrollo en sus conceptos de enseñanza con altos estándares de educación, han caracterizado públicamente a la universidad por su excelencia creativa e innovadora a nivel artístico. Casi todos los cursos de estudio en la Universidad de las Artes de Berlín son parte de una tradición de siglos de antigüedad. Así la Universidad de las Artes de Berlín ofrece a sus estudiantes- en una etapa temprana de artistas rigurosamente seleccionados y dentro de la esfera protegida de un curso de estudio- la oportunidad de investigar y experimentar con otras formas de arte con el fin de reconocer y ampliar los límites de su propia disciplina. Dentro del campo de las Artes Visuales (en la carrera de Bildende Kunst), la universidad es conocida por la intensa competencia que conlleva el proceso de selección de sus estudiantes, y el crecimiento de postulaciones de todo el mundo se ha incrementado en el transcurso de los años debido a la importante participación que actualmente cumple Berlín en la innovación cultural a nivel mundial. De la misma manera, la Universidad de las Artes es célebre por ser cuna de la vanguardia en las áreas de Artes Visuales, Diseño de Modas, Diseño Industrial y Diseño Experimental. Anualmente, la universidad abre sus puertas a todo el público en sus cuatro facultades (UdK Rundgang), ofreciendo una de las ferias de arte más importantes de Berlín debido a las nuevas propuestas que dan a conocer sus jóvenes artistas.

## Historia
Los orígenes de la Universidad de las Artes de Berlín parten de la fundación de la Academie der Mahler-, Bildhauer- und Baukunst (Academia del arte de la Pintura, Escultura y Arquitectura), posteriormente Academia de las Artes de Prusia a instancias del Elector Federico I de Prusia. Además fueron dos organizaciones que precedieron la unión de la Universidad: Königliche Akademische Hochschule für ausübende Tonkunst (Royal Academy of Musical Performing Art) instaurada en 1869 por Joseph Joachim adaptando el famoso y tradicional Stern Conservatory y la Escuela estatal de Bellas Artes de Berlín, fundada en 1875.
En el año 1975, estas dos escuelas de arte se fusionaron bajo el nombre de Hochschule der Künste Berlin, HdK (Escuela Superior de Arte de Berlín) hasta que el 1 de noviembre de 2001 el centro recibió el título de Universidad.

## Programa de intercambio
El programa de intercambio con la UDK está directamente ligado con el programa ofrecido durante otoño, primavera y el año académico normal para aquellos alumnos interesados en las artes y que hayan estudiado como mínimo cuatro semestres de alemán. La UDK recibe cada año 100 estudiantes de intercambio a partir de acuerdos institucionales. Los estudiantes de intercambio están obligados a cubrir sus propios costes de alojamiento con una ayuda de la propia universidad.

## Alumnos destacados
- Claudio Arrau, pianista
- Christian Awe, artista visual
- Sebastian Bieniek, artista visual
- Norbert Bisky, pintor
- Antonio Piedade da Cruz, pintor y escultor
- Eduard Franck
- Leopold Godowsky, pianista
- Otto Kinkeldey, (1878–1966), musicólogo
- Otto Klemperer, director de orquesta
- Ingo Kühl, artista y pintor
- Christian Leden, etnomusicólogo, compositor
- Moritz Moszkowski, pianista, compositor
- Isabel Mundry, compositora
- SEO, artista visual
- Christopher Bauder, artista, diseñador, inventor y músico
- Jorinde Voigt, artista visual
- Ignatz Waghalter, compositor, director
- Bruno Walter, director de orquesta
- Kurt Weill, compositor
- Isang Yun, compositor

## Profesores destacados
- Byung-Chul Han (2012- )
- Ai Weiwei (2012- )
- Joseph Ahrens 1945–1969
- Georg Baselitz ( –2005)
- Jolyon Brettingham Smith (1977–1981)
- John Burgan (1996–2001)
- Georg Baselitz ( -2005)
- Massimo Carmassi
- Tony Cragg ( –2006)
- Pascal Devoyon (1996- )
- Olafur Eliasson
- Heinz Emigholz
- Valérie Favre (2006-)
- Emanuel Feuermann (1929-1933)
- Christian Grube (1973- )
- Elisabeth Grümmer (1965–1986)
- Klaus Hellwig (1980- )
- Fons Hickmann (2007– )
- Karl Hofer
- Leiko Ikemura
- Joseph Joachim (1869–1907)
- Gesche Joost (2011- )
- Mark Lammert (2011- )
- Mitzi Meyerson
- Aurèle Nicolet (1926- )
- Daniel Richter (2005–2006)
- Max Rostal (1928–1933)
- Joachim Sauter
- Arnold Schoenberg (1922-1933)
- Clara Schumann (1819-1896)
- Laszlo Simon (1981—2009)
- Walter Stöhrer
- Witold Szalonek (1973-?)
- Leo van Doeselaar (1995- )
- Vivienne Westwood (1993–2005)
- Ji-Yeoun You (2009- )
- Isang Yun (Compositor) (1970-1985)
- Thomas Zipp (2008- )